# Cormeilles (Eure)
Cormeilles ist eine französische Gemeinde mit 1136 Einwohnern (Stand 1. Januar 2022) im Département Eure in der Region Normandie. Sie gehört zum Arrondissement Bernay des Kantons Beuzeville.

## Geografie
Cormeilles liegt am Westrand von Eure zwischen dem Pays d’Auge und dem Lieuvin, 25 Kilometer südöstlich von Honfleur und 19 Kilometer nordöstlich von Lisieux zwischen den Nachbargemeinden Saint-Pierre-de-Cormeilles im Süden und Chapelle-Bayvel im Norden. Die Calonne fließt westlich des Ortskerns durch das Gemeindegebiet. Der Weiler Le Val-Hébert gehört zur Gemeinde.

## Geschichte
Cormeilles war schon in gallo-römischer Zeit (52 v. Chr. bis 486 n. Chr.) ein kleiner Marktflecken, an der Römerstraße von Lisieux (Noviomagus) nach Lillebonne (Juliobona). Die Ortschaft wurde 1060 als Cormeliae erstmals urkundlich erwähnt. Cormeille ist von corme abgeleitet und bezeichnet in der Langue d’oïl die Frucht der Mehlbeeren, beziehungsweise einen Speierlinghain.
Nach der normannischen Invasion gehörte Cormeilles zum Besitztum der Herzöge der Normandie. Im 10. Jahrhundert erhielt Raoul d’Ivry († nach 1015) die Ortschaft. Sein Enkel, William FitzOsbern, 1. Earl of Hereford (* 1020; † 22. Februar 1071), gründete um 1055 die Abtei Notre-Dame, deren Hauptgebäude allerdings auf dem Gemeindegebiet von Saint-Pierre-de-Cormeilles standen. Die Abtei wurde 1779 aufgelöst.

### Bevölkerungsentwicklung
| 1962 | 1968 | 1975 | 1982 | 1990 | 1999 | 2006 | 2018 |
| ---- | ---- | ---- | ---- | ---- | ---- | ---- | ---- |
| 1077 | 1143 | 1140 | 1129 | 1069 | 1191 | 1201 | 1164 |

## Gemeindepartnerschaften

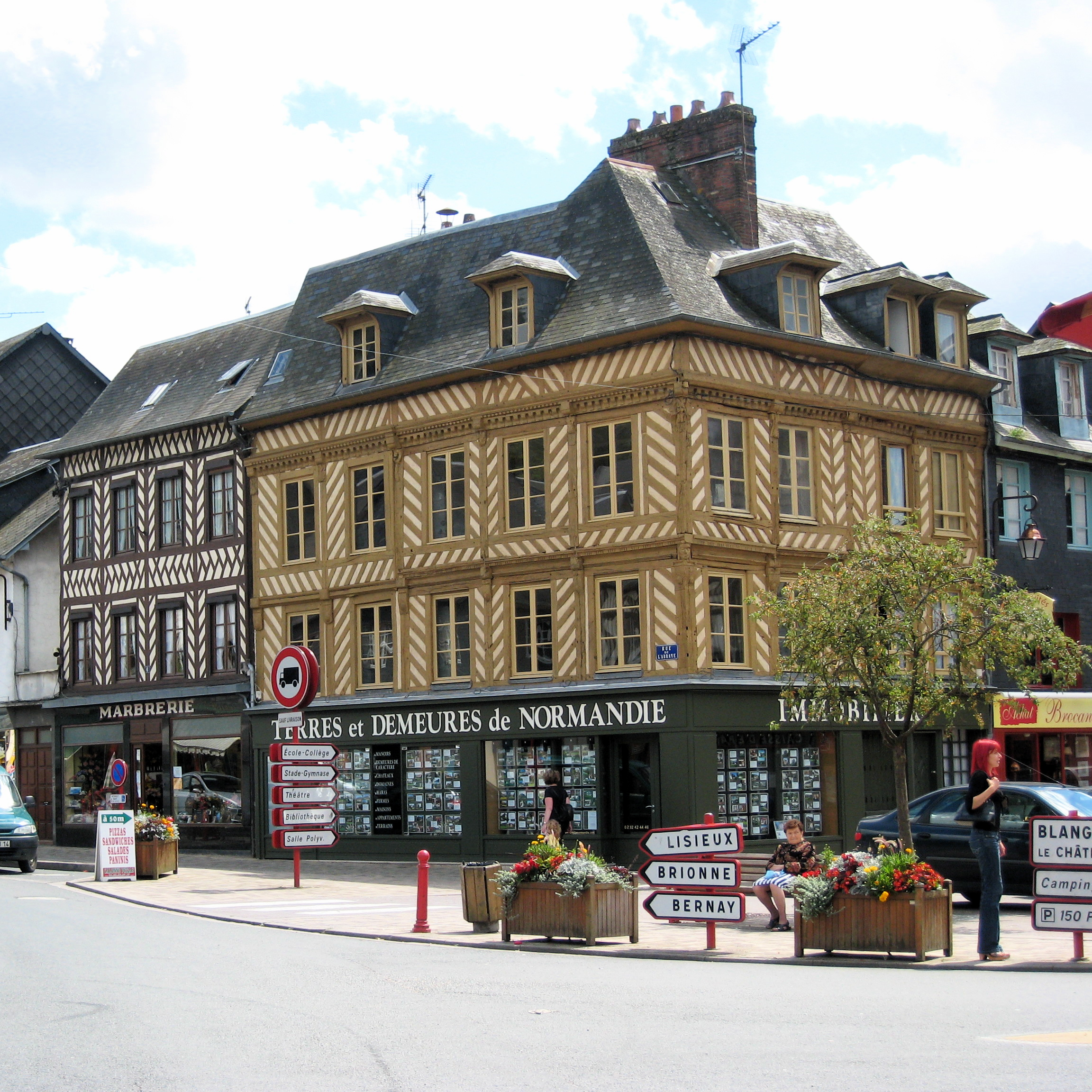
Fachwerkhäuser auf dem Place du Général de Gaulle

Seit 1970 besteht eine Städtepartnerschaft mit Arnoldsweiler und Düren in Deutschland, seit 1975 besteht eine Partnerschaft mit Chepstow in Wales. Außerdem unterhält der Kanton Cormeilles eine Partnerschaft mit Montappone und Falerone in Italien und seit 2001 eine Partnerschaft mit Decs in Ungarn.

## Sehenswürdigkeiten
Die Kirche Sainte-Croix wurde im 12. Jahrhundert erbaut und später mehrfach umgebaut. Die Sakristei stammt aus der 1. Hälfte des 19. Jahrhunderts. Der Südteil des Kirchenschiffs wurde 1878 erneuert und die Westfassade 1882.
Die Kapelle Saint-Firmin-et-Saint-Fiacre wurde im 15. Jahrhundert erbaut, im 18. Jahrhundert umgebaut und 1980 zerstört. Beide Kirchen gehörten zur Abtei.

## Wirtschaft und Infrastruktur
In Cormeilles befindet sich die größte Calvados-Brennerei der Normandie und eine Tischlerei, die sich seit 1960 auf die Herstellung von Glorietten spezialisiert hat. Ein Erwerbszweig der Cormeillais (Einwohner) ist der Tourismus, es gibt mehrere Privatzimmer (franz. Chambre d’hôtes) und einen Campingplatz.
Ein lokales Produkt ist der Weichkäse Petit Cormeillais. Er wird aus Kuhmilch hergestellt. Auf dem Gemeindegebiet gelten kontrollierte Herkunftsbezeichnungen für Camembert (Camembert de Normandie), Livarot, Pont-l’Évêque, Calvados (Calvados Pays d’Auge), Pommeau (Pommeau de Normandie) und Cidre (Pays d’Auge) sowie geschützte geographische Angaben (IGP) für Schweinefleisch (Porc de Normandie), Geflügel (Volailles de Normandie) und Cidre (Cidre de Normandie und Cidre normand).

### Verkehr
1865 wurden die ersten Entwürfe einer Bahnlinie von Cormeilles nach Pont-Authou gefertigt. Am 3. August 1902 wurde die Linie eröffnet. Am 9. November 1902 wurde die Linie bis nach Glos-sur-Risle (Bahnhof Glos-Montfort) geführt. Für die Strecke von 30,328 Kilometern brauchte der Zug damals zweieinhalb Stunden. 1944 wurde die Bahnstrecke und der Bahnhof in Cormeilles im Zuge des Zweiten Weltkriegs schwer beschädigt. 1946 wurde die Bahnlinie stillgelegt und 1952 abgebaut.

## Persönlichkeiten
- Albert Demangeon (1872–1940), Geograf
- René Schmitt (1903–1968), Politiker